# Вільховецька сільська рада (Новоушицький район)
Вільхове́цька сільська́ ра́да — адміністративно-територіальна одиниця та орган місцевого самоврядування в Новоушицькому районі Хмельницької області. Адміністративний центр — село Вільховець.

## Загальні відомості
Вільховецька сільська рада утворена в 1921 році.
- Територія ради: 47,579 км²
- Населення ради: 2 665 осіб (станом на 2001 рік)
- Територією ради протікає річка Калюс

## Населені пункти
Сільській раді були підпорядковані населені пункти:
- с. Вільховець
- с. Маціорськ
- с. Нова Гута
- с. Рудківці

## Склад ради
Рада складалася з 20 депутатів та голови.
- Голова ради: Шевчук Анатолій Іванович
- Секретар ради: Шевчук Ніна Григорівна

### Керівний склад попередніх скликань
| Прізвище, ім'я, по батькові | Основні відомості                                                             | Дата обрання | Дата звільнення |
| --------------------------- | ----------------------------------------------------------------------------- | ------------ | --------------- |
| Могила Анатолій Маркович    | Сільський голова, 1958 року народження, член Комуністичної партії України     | 26.03.2006   | 26.12.2008      |
| Шевчук Анатолій Іванович    | Сільський голова, 1968 року народження, освіта вища, член партії Єдиний Центр | 03.05.2009   | 31.10.2010      |
| Шевчук Анатолій Іванович    | Сільський голова, 1968 року народження, освіта вища, безпартійний             | 31.10.2010   |                 |

Примітка: таблиця складена за даними сайту Верховної Ради України

### Депутати
За результатами місцевих виборів 2010 року депутатами ради стали:

#### За суб'єктами висування
| Суб'єкт висування                 | Кількість обраних депутатів | %  |
| --------------------------------- | --------------------------- | -- |
| Народна партія                    | 8                           | 40 |
| Комуністична партія України       | 4                           | 20 |
| Партія регіонів                   | 3                           | 15 |
| Самовисування                     | 3                           | 15 |
| Політична партія «Сильна Україна» | 2                           | 10 |

#### За округами
| № округу                          | Прізвище, ім'я, по батькові      | Дата визнання обраним | Освіта             | Партійна приналежність                  | Відомості про обраного депутата                    |
| --------------------------------- | -------------------------------- | --------------------- | ------------------ | --------------------------------------- | -------------------------------------------------- |
| Комуністична партія України       |                                  |                       |                    |                                         |                                                    |
| 10                                | Грохольська Олена Анатоліївна    | 04.11.2010            | вища               | позапартійна                            | Вільховецька загальноосвітня школа, заст.дир.      |
| 13                                | Мельник Наталя Василівна         | 04.11.2010            | незакінчена вища   | позапартійна                            | Рудковецька загальноосвітня школа, вчитель         |
| 18                                | Кушнір Анатолій Іванович         | 04.11.2010            | середня            | позапартійний                           | тимчасово не працює                                |
| 20                                | Коломієць Світлана Іванівна      | 04.11.2010            | середня            | член Комуністичної партії України       | тимчасово не працює                                |
| Народна Партія                    |                                  |                       |                    |                                         |                                                    |
| 1                                 | Андрухова Раїса Григорівна       | 04.11.2010            | середня            | член Народної партії                    | тимчасово не працює                                |
| 3                                 | Удра Волоимир Іванович           | 04.11.2010            | середня спеціальна | член Народної партії                    | Вільховецька загальноосвітня школа, водій          |
| 5                                 | Дендюк Євгена Кирилівна          | 04.11.2010            | середня            | член Народної партії                    | будинок-інтернат, кухар                            |
| 6                                 | Дубіневич Олександр Васильович   | 04.11.2010            | вища               | член Народної партії                    | Вільховецька загальноосвітня школа, вчитель        |
| 8                                 | Шаргородська Любов Володимирівна | 04.11.2010            | середня            | член Народної партії                    | приватний підприємець                              |
| 9                                 | Демчук Віта Анатоліївна          | 04.11.2010            | середня            | член Народної партії                    | тимчасово не працює                                |
| 14                                | Паршенко Наталія Данилівна       | 04.11.2010            | вища               | член Народної партії                    | сільська бібліотека, бібліотекар                   |
| 19                                | Ярошевська Валентина Іванівна    | 04.11.2010            | середня            | член Народної партії                    | Вільховецьке відділення зв'язку, листоноша         |
| Партія регіонів                   |                                  |                       |                    |                                         |                                                    |
| 2                                 | Шевчук Ніна Григорівна           | 04.11.2010            | вища               | позапартійна                            | Вільховецька сільська рада, секретар               |
| 4                                 | Пилипів Наталя Михайлівна        | 04.11.2010            | вища               | позапартійна                            | Вільховецька сільська рада, діловод                |
| 7                                 | Орищук Світлана Федорівна        | 04.11.2010            | вища               | позапартійна                            | Вільховецька сільська рада, спеціаліст І категорії |
| Політична партія «Сильна Україна» |                                  |                       |                    |                                         |                                                    |
| 15                                | Рудик Микола Миколайович         | 04.11.2010            | середня спеціальна | член Політичної партії «Сильна Україна» | Струзьке лісництво, майстер лісового господарства  |
| 16                                | Вознюк Михайло Іванович          | 04.11.2010            | середня спеціальна | член Політичної партії «Сильна Україна» | приватний підприємець                              |
| Самовисування                     |                                  |                       |                    |                                         |                                                    |
| 11                                | Цілімецька Валентина Євгенівна   | 04.11.2010            | середня            | позапартійна                            | Вільховецька сільська рада, діловод                |
| 12                                | Демчук Катерина Михайлівна       | 04.11.2010            | середня            | позапартійна                            | будинок-інтернат, санітарка                        |
| 17                                | Понуркевич Валентина Іванівна    | 04.11.2010            | середня            | позапартійна                            | дошкільний навчальний заклад «Сонечко», вихватель  |

## Відомі люди, що володіють правами власності на землю на території Вільховецької сільської ради
За свідченням «Незалежного громадського порталу» [Архівовано 17 листопада 2015 у Wayback Machine.] на території садово-городнього товариства «Калюс» земельні ділянки мають:  
- Ядуха Василь Степанович, народний депутат України V-го скликання, колишній голова Хмельницької обласної державної адміністрації, почесний доктор Хмельницького університету управління та права.
- Продан Борис Григорович, суддя Хмельницького міськрайонного суду.
- Твердохліб Валентин Васильович, колишній перший заступник прокурора Хмельницької області (звільнений з органів Генпрокуратури в рамках «очищения власти»[4]).
- Приступа Іван Іванович, начальник територіального управління Державної судової адміністрації України у Хмельницькій області.
- Гудловська Любов Степанівна, начальник загального відділу Хмельницької обласної державної адміністрації.
- Добжанська Галина Сергіївна, дружина колишнього голови Волочиської райдержадміністрації Ігоря Добжанського.
- Бугерко Антон Антонович, колишній голова Новоушицької райдержадміністрації (засуджений на 8 років позбавлення волі за хабарництво[5]).